# 2021년 이란 대통령 선거

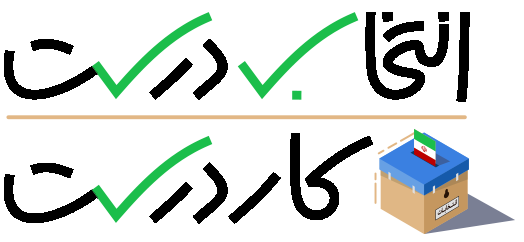

2021년 6월 18일 이란에서 대통령 선거가 치러졌다. 에브라힘 라이시가 약 62%의 득표율(총 득표수 약 2,860여만표 중 약 1,780여만표)로 당선되었다. 1979년 이슬람 공화국이 수립된 이래 13번째 대선이며, 연속3선이 불가능한 1979년 현행 헌법에 따라 현직 하산 로하니는 출마가 불가능하다. 국경 없는 기자회는 후보들에 대해 자세하게 보도한 언론인들이 고발당하거나 협박을 받은 사례 42건을 보도했다. 대선 보이콧 운동까지 벌어졌으며, 경찰서장들이 유권자들에게 투표하지 말 것을 협박하는 사례도 있었다. 이슬람 공화국 역사상 최저 투표율인 48%를 기록했으며, 약 400만 표 이상의 무효표가 나왔다.